# Antoni Henryk Radziwiłł

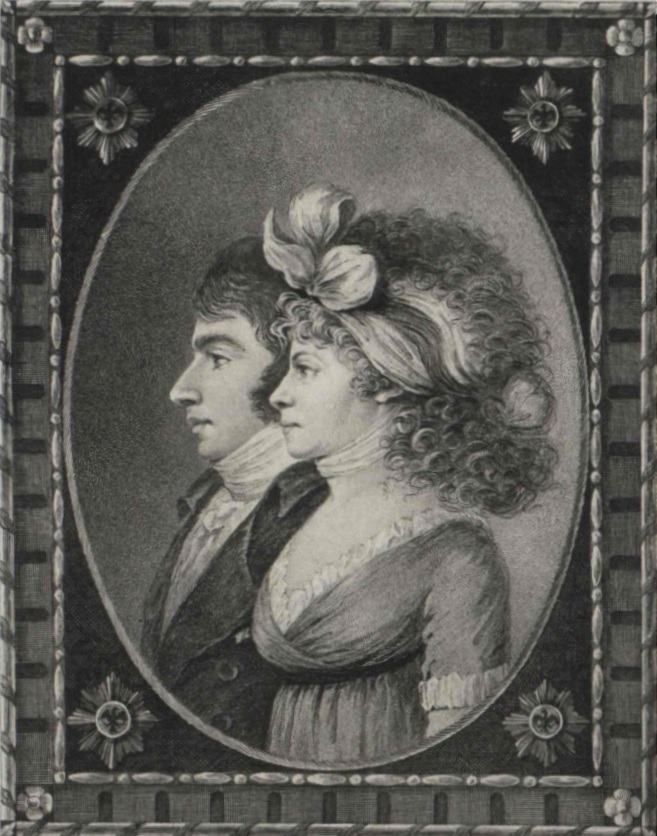
Antoni Henryk Radziwiłł z żoną Luizą

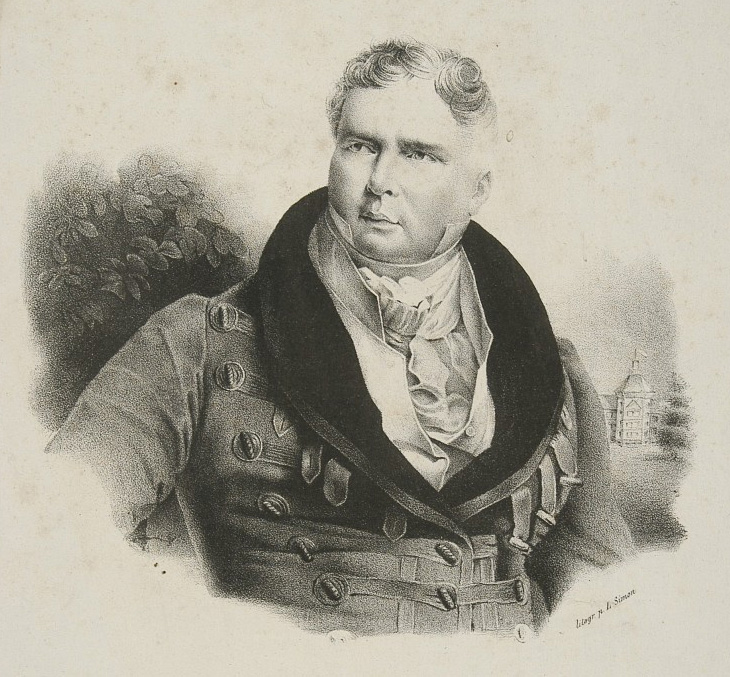
Antoni Henryk Radziwiłł

Antoni Henryk Radziwiłł  herbu Trąby (ur. 13 czerwca 1775 w Wilnie, zm. 7 kwietnia 1833 w Berlinie) – polski książę, polityk, kompozytor, książę-namiestnik (niem. Statthalter) Wielkiego Księstwa Poznańskiego, I ordynat na Przygodzicach, XII ordynat na Nieświeżu. Najwybitniejszy w XIX w. przedstawiciel orientacji polsko-pruskiej. Bezpodstawnie tytułował się także hrabią szydłowieckim. Pruski generał-lejtnant.

## Młodość
Syn Michała Hieronima i Heleny z Przezdzieckich. Młode lata spędził głównie w Berlinie, co zaowocowało jego późniejszą propruską postawą. W 1796 poślubił Fryderykę Dorotę Luizę Hohenzollern (1770–1836), córkę Augusta Ferdynanda, brata Fryderyka II Wielkiego – króla Prus. Dał początek tzw. berlińskiej linii rodu.
Zgodnie z umową przedślubną nie mógł wyjeżdżać z państwa pruskiego, córki były ewangeliczkami po matce, a synowie katolikami po ojcu. Mieli razem sześcioro dzieci:
- Wilhelma Radziwiłła;
- Ferdynanda;
- Bogusława Fryderyka Radziwiłła;
- Władysława;
- Elizę Radziwiłłównę;
- Wandę, żonę ks. Adama Konstantego Czartoryskiego.

Jego dzieci uległy częściowej germanizacji.
Uważał, że powinowactwo z pruskim domem panującym zobowiązuje go do czynnej mediacji pomiędzy Polakami a władzami pruskimi. Zaowocowało to nieudanym planem wystąpienia Polaków po stronie Prus przeciw Napoleonowi I w (1806/1807) oraz równie nieudaną próbą skłonienia księcia Józefa Poniatowskiego w 1813 do przejścia na stronę prusko-rosyjską.

## Namiestnik
15 maja 1815 został mianowany pierwszym i jedynym księciem-namiestnikiem autonomicznego Wielkiego Księstwa Poznańskiego. Choć była to funkcja niemal wyłącznie reprezentacyjna, w początkowym okresie miał pewien wpływ na politykę, lecz później coraz bardziej ograniczał go rząd w Berlinie. Zdaniem polskich historyków, jego chwiejny charakter i lękliwe usposobienie sprawiły, że nie był w stanie zapobiegać polityce germanizacji.
Z funkcji tej, o charakterze bardziej politycznym, aniżeli administracyjnym, nie wywiązał się. Wprawdzie należycie dbał o kulturę Poznańskiego, opiekował się młodzieżą studiującą i prowadził świetny dom, jednak nie zdobył się na energiczną obronę praw kraju przed zakusami germanizatorskimi władz. Wybuch powstania listopadowego osłabił jego pozycję i zmusił do wniesienia dymisji.
Był mecenasem sztuki, dbał jednak o rozwój i ochronę kultury Wielkiego Księstwa. Interweniował w sprawie pozwolenia na wystawienie polskich sztuk w teatrze miejskim w Poznaniu w latach 1817, 1823, 1824 oraz 1829 co pogorszyło jego stosunki z władzami pruskimi. Doprowadził również do koncertu Niccolò Paganiniego w Poznaniu 19 maja 1829. Jego żona była bardzo przychylna Polakom; w 1830 założyła pierwszą żeńską szkołę – Szkołę Luizy, która przetrwała do 1919. Obecnie tradycje szkoły kontynuuje VII LO im. Dąbrówki w Poznaniu.
W wyniku wybuchu powstania listopadowego, w 1831 został zawieszony w funkcji księcia-namiestnika, a autonomię stopniowo zniesiono przekształcając Wielkie Księstwo w Prowincję Poznańską. Wkrótce po tych wydarzeniach książę zmarł.

## Zainteresowania muzyczne
Radziwiłł był uzdolnionym kompozytorem, wiolonczelistą, gitarzystą i śpiewakiem. Jego berliński pałac (od 1875 roku siedziba Kancelarii Rzeszy, gdzie rezydowali m.in. Bismarck i Hitler) pełnił funkcję ośrodka życia muzycznego, literackiego i teatralnego; do grona przyjaciół księcia należeli Johann Wolfgang von Goethe i Ludwig van Beethoven, który zadedykował mu uwerturę Zur Namensfeier (opus 115). W swoim pałacyku myśliwskim w Antoninie, w pobliżu Ostrowa Wielkopolskiego (którego był właścicielem), gościł dwukrotnie (1827 oraz 1829) Fryderyka Chopina, który napisał dla niego Trio g-moll na fortepian, skrzypce i wiolonczelę (opus 8); Chopin dał również 2 października 1828 koncert w poznańskiej siedzibie namiestnika. Pierwszy swój utwór zadedykował mu również Felix Mendelssohn (Radziwiłł bywał częstym gościem w domu jego rodziców). Miejsce w historii muzyki zapewniło mu autorstwo pierwszej muzyki skomponowanej do Fausta (1808–1832, wystawiona w pełnej wersji w 1835 roku) J.W. Goethego napisanej w latach 1808–1831 w pałacu Ciszyca w Kowarach, a wystawionej po jego śmierci w 1835 w Berlinie, którą podziwiał nawet sam Chopin. Skomponował również wiele pieśni. Był również rysownikiem i rytownikiem, pozostawił też nieliczne akwaforty: głównie portrety osób z najbliższego, arystokratycznego otoczenia.
Sam książę Antoni wraz z żoną spoczywa w krypcie rodowej w kościele pw. M.B. Ostrobramskiej w Antoninie.

## Odznaczenia
- polski Order Orła Białego (dwukrotnie 1793 i 1815)[2],
- pruski Order Orła Czarnego (1796)[3],
- pruski Order Orła Czerwonego (1795)[4],
- bawarski Order Świętego Huberta[5],
- kawaler maltański[2]